# Chioninia
Chioninia Mausfeld, Böhme, Misof, Vrcibradic & Rocha, 2002 è un genere di sauri della famiglia Scincidae.

## Tassonomia
Il genere comprende le seguenti specie:
- Chioninia coctei (Duméril & Bibron, 1839)
- Chioninia delalandii (Duméril & Bibron, 1839)
- Chioninia fogoensis (O'shaughnessy, 1874)
- Chioninia nicolauensis (Schleich, 1987)
- Chioninia spinalis (Boulenger, 1906)
- Chioninia stangeri (Gray, 1845)
- Chioninia vaillantii (Boulenger, 1887)